# Domo-kun
 (août 2019).
Si vous disposez d'ouvrages ou d'articles de référence ou si vous connaissez des sites web de qualité traitant du thème abordé ici, merci de compléter l'article en donnant les références utiles à sa vérifiabilité et en les liant à la section « Notes et références ».
Domo-kun (どーもくん, Dōmo-kun) est la mascotte de la chaîne de télévision japonaise NHK. Il apparait de façon récurrente dans des clips d'une trentaine de secondes. Ces clips ont principalement pour thème la télévision.

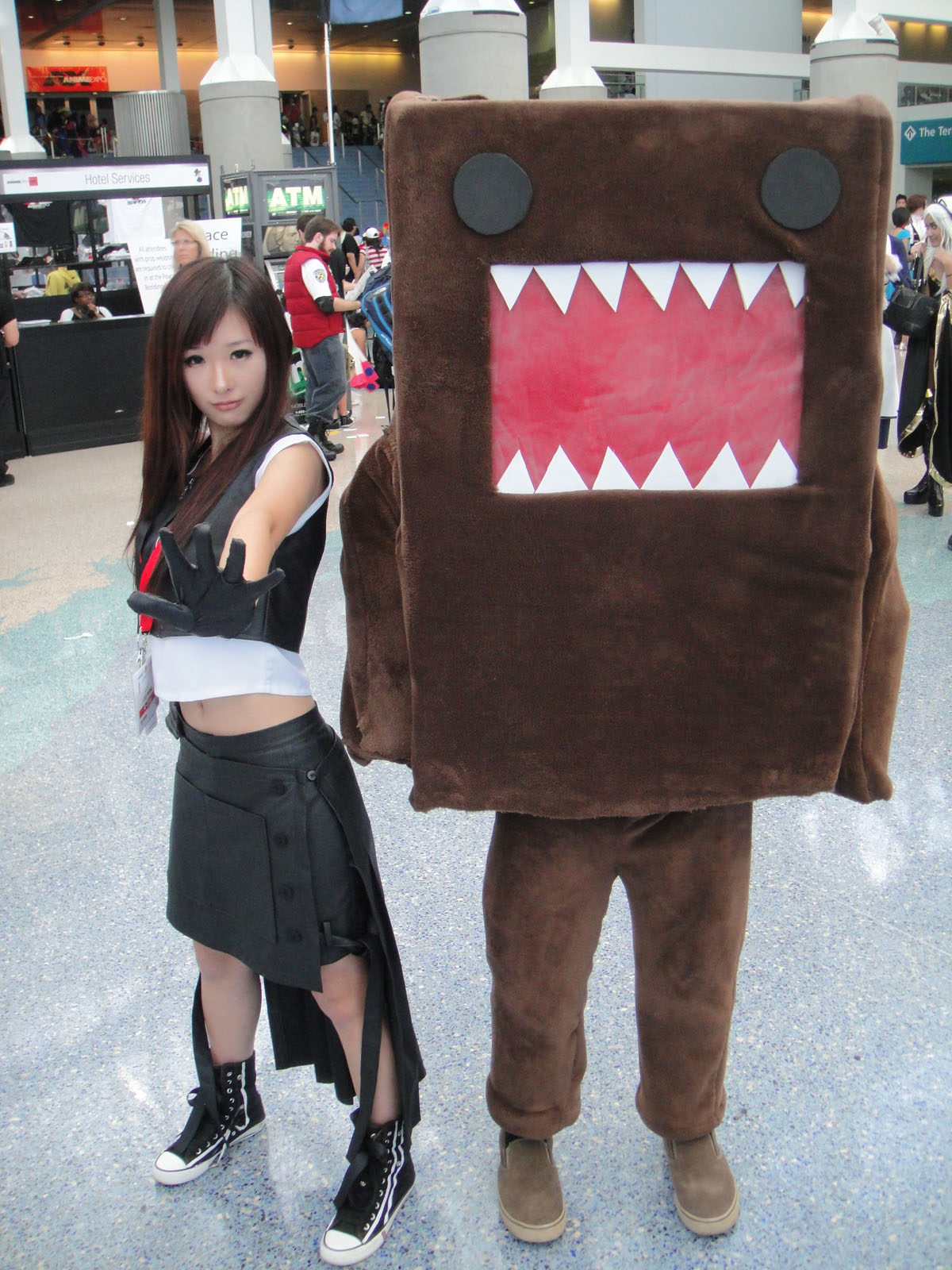
Cosplay de Domo-kun (à droite).

Domo-kun est une petite créature issue d'un œuf. Domo-kun est de couleur marron et a la forme d'un pavé. Il est doté de jambes et de bras, avec des yeux noirs et une bouche carrée ouverte, révélant des dents blanches triangulaires sur fond rouge. 
Il vit dans une caverne, en compagnie d'Usajii (ウサジイ) — un mot-valise créé par la fusionation de « lapin » (ウサギ, usagi) et « grand-père » (じいちゃん, jii-chan). Usajii est un vieux lapin gris rempli de sagesse et portant des lunettes. Il aime regarder la télévision et boire du thé. Dans cette grotte, vivent aussi deux chauves-souris, une mère et sa fille : Shinobu et Morio. On trouve aussi une femelle furet nommée Ta-chan. Elle a 17 ans et souhaite être un mannequin à Tokyo, elle utilise plusieurs gadgets électroniques modernes.